# Friedrich-Wilhelm-Städtisches Theater
Das Friedrich-Wilhelm-Städtische Theater war der Vorgänger des Deutschen Theaters in der Friedrich-Wilhelm-Stadt, Schumannstraße 13 a. Es wurde 1850 von Eduard Titz im Auftrag von Friedrich Wilhelm Deichmann jr. (1821–1879) errichtet und ersetzte die Winterbühne des 1848 gegründeten Sommertheaters des Friedrich-Wilhelm-Städtischen Casinos.

## Vorgeschichte
Das vom Vater des Theatergründers, Friedrich Wilhelm Deichmann sen., 1842 erbaute Casino war kein Offizierskasino, sondern ein Ballhaus, d. h. ein Versammlungs- und Amüsierlokal für die Bewohner des Viertels, das zum einen aus Kleinbürgern und Arbeitern bei der Eisenbahn und in Maschinenfabriken bewohnt wurde, das aber wegen günstiger Mietmöglichkeiten auch Studenten der nahe liegenden Charité und intellektuelle Randgruppen anzog. Der Sohn hatte wegen seiner musischen Interessen schon 1848 im Park des Casinos ein Sommertheater gebaut und suchte eine dauerhaftere Wirkungsstätte.

## Programm
Gespielt wurden dort Possen mit Couplets, die oft politische Anspielungen enthielten, meist extemporiert, weil das Risiko eines Verbots oder einer Geldstrafe bestand.
Eine anschauliche Schilderung bot der Zeitgenosse Gottfried Keller während seine Berlinaufenthaltes 1850:
"Es sind diesen Sommer schon mehrere Wiener Komiker hier als Gäste aufgetreten und ich gehe deswegen auch in das Friedrich-Wilhelmstädtische Theater und vergnüge mich alldort in allen möglichen Dummheiten der Wienerpossen. […] Unabhängig vom Text der Stücke werden mit allen möglichen Organen Possen, Schlingeleien und Faxen ausgeführt, welche einen unendlichen Jubel erregen und alt und jung aufheitern; bald ist es ein Bein, bald der ganze Körper, bald nur das Gesicht oder gar ein einzelner Ton, gleich dem Krähen eines jungen Hahnes, was unser Lachen erregt. Diese Wienerpossen sind sehr bedeutsame und wichtige Vorboten einer neuen Komödie. Ich möchte sie fast den Zuständen des englischen Theaters vor Shakespeare vergleichen. […] Ein vortreffliches Element sind auch die Couplets, welche von den Hauptpersonen gesungen werden und gewöhnlich politische oder soziale Anspielungen enthalten. In halb wehmütiger, halb mutwilliger Melodie, begleitet von den wunderlichsten Gesten und Sprüngen, werden diese anzüglichen Verse gesungen […] Der deutsche Michel, Belagerungszustand, deutsche Einheit usf. sind meistens der Gegenstand dieser Couplets und ziemlich erbärmlich zusammengereimt, und doch ist in alledem mehr aristophanisher Geist, als in den Gymnasialexerzitien von Platen und Prutz. Die Schauspieler oder befreundete Literaten machen diese Verse immer nach den Tagesbedürfnissen neu und wechseln damit ab in den Stücken; das Volk bekommt davon nie genug und fordert den Komiker jedesmal, wenn er endlich abtreten will, auf, noch mehr vorzutragen, worauf er mit komischen Verbeugungen zurückkehrt, während das Volk in lautloser Spannung wartet und denkt nun kommt’s […] Der Schauspieler spielt endlich den letzten Trumpf aus und bleibt dann gewöhnlich entweder der Polizei oder eigenen Unvermögens wegen hinter den Erwartungen zurück; aber es ist rührend anzusehen wie unverkennbar hier Volk und Kunst zusammen, unbewußt, nach einem neuen Inhalte und nach Befreiung eines allmählich reif werdenden Ideales ringen ..."
Da Deichmann anstrebte, „die besseren Kreise Berlins als Publikum zu gewinnen“, stellte er im Mai 1850 den ausgewiesenen Opernkomponisten Albert Lortzing als Kapellmeister ein, doch verkalkulierte er sich damit, weil er Stammkunden verlor, ohne dass er genügend Kunden aus den besseren Kreisen gewinnen konnte. Mehr Glück hatte er mit Operetten von Jacques Offenbach, Franz von Suppè und Johann Strauß.
Zwar zeichnete sich der Theaterleiter Deichmann jr. nicht durch außergewöhnliche intellektuelle und künstlerische Qualitäten aus, wohl aber „durch Spürsinn, Zähigkeit, Ausdauer und Energie“. Schon 1850 gelang es ihm Anton Ascher als Komiker und Oberregisseur und die hochqualifizierte Soubrette Ottilie Genée zu gewinnen, Klara Ungar gehörte zum Ensemble. Und auch dank der Gastspiele der führenden Häuser spielte das Friedrich-Wilhelm-Städtische Theater eine gewichtige Rolle unter den Berliner Theatern, lange bevor es unter Adolph L’Arronge, Otto Brahm und Max Reinhardt als Deutsches Theater Berlin in eine Spitzenrolle hineinwuchs.
Lieselotte Maas charakterisiert die Rolle dieses Theaters so: „Zwei Dinge sind es, die dem Friedrich–Wilhelmstädtischen Theater unter den Berliner Bühnen des 19. Jahrhunderts eine Sonderstellung einräumen: die politische Situation, die allein seine Entstehung ermöglichte, und ein gerade durch diese besondere Art der Entstehung geprägter theatralischer Stil.“